# Milo de Boer
Milo de Boer (Rotterdam, 27 augustus 2004) is een Nederlandse tafeltennisser en international. De Boer speelde tot op heden (mei 2024) twee interlands voor Nederland. Hij speelt rechtshandig met de shakehandgreep. Zijn vader is tweevoudig Nederlands kampioen tafeltennis Michel de Boer.

## Sportloopbaan
Milo de Boer startte met tafeltennis bij VVV uit Leidschendam, speelde daarna voor TOGB uit Berkel en Rodenrijs en komt vanaf het najaar 2023 uit voor het Zoetermeerse Taverzo. In 2024 brak hij in Nederland door bij de senioren met nationale titels in het enkelspel, herendubbel en die voor clubteams. In mei 2024 mocht hij daarom in het Olympisch Kwalificatietoernooi (OKT) in Sarajevo zich proberen te kwalificeren voor de Olympische Spelen in Parijs, maar de tegenstand was daar nog te sterk.

## Erelijst
| Prestatie                                            | Categorie                                  | Jaar |
| ---------------------------------------------------- | ------------------------------------------ | ---- |
| Nederlands verenigingskampioen                       | Jongens (met TOGB)                         | 2018 |
| Winnaar Internationale Trierer Meisterschaften       | Jongens scholieren dubbel (met D. Hu)      | 2016 |
| Winnaar internationaal jeugdtoernooi Oostende        | Jongens miniemen (pupillen)                | 2016 |
| Winnaar Grand Prix Rinteln en 2e met het NL-team     | Jongens geboren in 2004                    | 2017 |
| Winnaar Kadetten 6-landentoernooi in Bad Blankenburg | Nederlands jongensteam kadetten            | 2018 |
| Zilver NTTB Beker                                    | Heren teams (met TOGB)                     | 2018 |
| Nederlands kampioen jeugd (NJK-A)                    | Jongens kadetten dubbel (met Kas van Oost) | 2019 |
| Brons Nederlands Kampioenschap jeugd (NJK-A)         | Jongens kadetten enkelspel                 | 2019 |
| Brons Nederlands Kampioenschap                       | Heren enkelspel                            | 2022 |
| Winnaar TTStar toernooi in Praag                     | Heren                                      | 2023 |
| Winnaar nationale jeugdmeerkamp (NJM)                | Jongens onder 19                           | 2023 |
| Zilver Nederlandse kampioenschap                     | Heren dubbel (met Michel de Boer)          | 2023 |
| Winnaar nationale jeugdmeerkamp (NJM)                | Welpen                                     | 2015 |
| Winnaar Lille Open                                   | Heren enkelspel                            | 2024 |
| Nederlands kampioen                                  | Heren enkelspel                            | 2024 |
| Nederlands kampioen                                  | Heren dubbel (met Lode Hulshof)            | 2024 |
| Voorjaarskampioen en Nederlands kampioen             | Clubteams (met Taverzo)                    | 2024 |
| Winnaar Finland Open                                 | Heren enkelspel                            | 2024 |
| Zilver Nederlandse kampioenschap                     | Heren dubbel (met Lode Hulshof)            | 2025 |
| Zilver Nederlandse kampioenschap                     | Heren enkelspel                            | 2025 |
| Voorjaarskampioen en Nederlands kampioen             | Clubteams (met Taverzo)                    | 2025 |